# Marie Balasse
 (mars 2020).
Marie Balasse est une chercheuse française en archéobotanique et en archéozoologie. Elle est directrice de recherche au CNRS au sein du Muséum national d'histoire naturelle. Elle a reçu une médaille de bronze du CNRS en 2005 et une médaille d'argent du CNRS en 2020. Elle dirige actuellement le projet Autumnlamb (2021-2025) financé par l'Agence Nationale de la Recherche (ANR) qui explore les interactions entre facteurs climatiques, physiologiques et de conduite d'élevage chez les ovins au cours de la période néolithique.

## Biographie
Marie Balasse est responsable de l'équipe PRESAGE - Premiers Systèmes Agro-sylvo-pastoraux Européens : émergences, domestications, adaptations et recompositions. Elle est également responsable scientifique du Service de Spectrométrie de masse isotopique du MNHN (SSMIM).
En dehors de ses activités au Muséum, elle est membre du comité de pilotage de CAI-RN (Compétences interdisciplinaires archéométriques - réseau national), réseau métier de la MITI du CNRS, du comité éditorial d’Archaeometry d'Oxford ainsi que du comité éditorial du Journal of Archaeological Method and Theory.

## Travaux
Sa thèse portait sur l'exploitation du lait au Néolithique moyen en Europe tempérée : examen des modalités de sevrage des bovins, par l'analyse isotopique des ossements archéologiques .
Ses principales thématiques de recherche sont la saisonnalité des naissances du mouton et le rythme des élevages ; l’alimentation du cheptel ; les paramètres de l’exploitation laitière ; l’échelle de l’élevage ; la mobilité saisonnière des troupeaux et les interconnexions entre élevage et agriculture.

## Distinctions
- médaille de bronze du CNRS en 2005[1]
- médaille d'argent du CNRS en 2020[6]

## Publications
- Marie Balasse, Messages d'os : archéométrie du squelette animal et humain, Paris, Éditions des archives contemporaines. Paris, 2015, 530 p. (ISBN 978-2-8130-0164-1, lire en ligne)
- Marie Balasse, Préhistoire de la France dans son contexte européen, CNRS Éditions, coll. « Gallia Préhistoire » (no 51), 2009 (lire en ligne)